# كأس أوروبا الوسطى 1960
كأس أوروبا الوسطى 1960 (بالإنجليزية: 1960 Mitropa Cup)‏ هو موسم من كأس أوروبا الوسطى. أقيم خلال الفترة 3 يوليو 1960 وحتى 10 يوليو 1960م، وبمشاركة 30 فريقاً، وفاز فيه المجر.